# Greg Mauldin
Gregory M. „Greg“ Mauldin (* 10. Juni 1982 in Holliston, Massachusetts) ist ein US-amerikanischer Eishockeyspieler und -trainer, der zuletzt bis zum Ende der Saison 2023/24 bei den Stavanger Oilers in der norwegischen Eliteserien unter Vertrag gestanden und dort auf der Position des rechten Flügelstürmers bestritten hat. Zuvor absolvierte Mauldin unter anderem annähernd 500 Spiele in der American Hockey League (AHL) und war eine Spielzeit für den ERC Ingolstadt in der Deutschen Eishockey Liga (DEL) aktiv.

## Karriere
Greg Mauldin spielte in seiner Jugend von 1999 bis 2001 bei den Boston Junior Bruins in der Eastern Junior Hockey League (EJHL), wo er in seinen beiden Spielzeiten in das First All-Star Team der Liga berufen wurde. Darüber hinaus wurde er im Jahr 2001 zum wertvollsten Spieler der EJHL ernannt. Im Anschluss an seine letzte Juniorensaison besuchte Mauldin die University of Massachusetts Amherst und spielte fortan für deren Universitätsteam Minutemen in der College- und Universitätssportliga Hockey East. Beim NHL Entry Draft 2002 wurde der Stürmer in der siebten Runde an insgesamt 199. Position von den Columbus Blue Jackets aus der National Hockey League (NHL) ausgewählt.

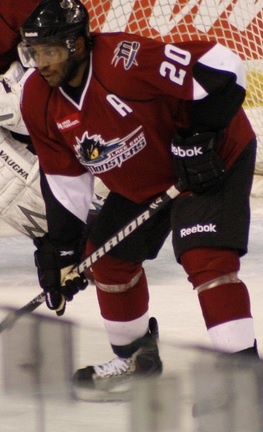
Mauldin im Trikot der Lake Erie Monsters (2011)

In der Saison 2003/04 kam Mauldin zu sechs Einsätzen für Columbus in der NHL sowie zu zwei Spielen für das Farmteam der Blue Jackets, den Syracuse Crunch, in der American Hockey League (AHL). Der Stürmer verbrachte die gesamte Saison 2004/05 in der AHL, auch in der Spielzeit darauf kam er zu keinem Einsatz für Columbus in der NHL, bevor er kurz vor Ende der Transferperiode dieser Spielzeit zu den Minnesota Wild transferiert wurde, die Blue Jackets erhielten im Gegenzug den Verteidiger Dustin Wood. Er kam jedoch nicht für die Wild zum Einsatz, sondern absolvierte noch elf AHL-Einsätze für das Farmteam Minnesotas, den Houston Aeros. Im September 2006 erhielt Mauldin eine Einladung in das Saisonvorbereitungslager der St. Louis Blues, konnte sich dort jedoch nicht durchsetzen. Er absolvierte zwei Saisonspiele für Bloomington PrairieThunder aus der United Hockey League (UHL), bevor er einen Vertrag bei Huddinge IK in Schwedens zweithöchster Spielklasse HockeyAllsvenskan unterschrieb. In Huddinge absolvierte der Spieler jedoch nur sechs Spiele. Am 23. Oktober 2006 unterschrieb Mauldin einen Vertrag bei Ligakonkurrent IK Oskarshamn, wo er noch den Rest der Saison verbrachte.
Zu Beginn der AHL-Saison 2007/08 unterschrieb der Flügelspieler einen Einjahresvertrag bei den Binghamton Senators in der AHL. Nach dieser Spielzeit offerierten ihm Binghamtons Elternteam Ottawa Senators einen weiteren Einjahresvertrag, er kam in dieser Saison jedoch nicht für Ottawa zum Einsatz, sondern verbrachte auch die Saison 2008/09 in der American Hockey League. Am 6. Juli 2009 unterschrieb Greg Mauldin einen Einjahresvertrag beim NHL-Franchise New York Islanders, für die er in der NHL-Saison 2009/10 ein Spiel absolvierte; den Rest der Spielzeit verbrachte er bei deren Kooperationspartner, den Bridgeport Sound Tigers aus der AHL, wo er mit 54 Punkten in 77 Spielen erfolgreichster Scorer des Teams war. Im Juli 2010 unterschrieb der US-Amerikaner einen Vertrag bei der Colorado Avalanche, den Saisonstart verbrachte der Spieler jedoch beim AHL-Farmteam der Avalanche, den Lake Erie Monsters. Sein erstes Spiel für Colorado in der NHL hatte der Stürmer am 12. November 2010 bei einem Spiel gegen seinen alten Draftverein Columbus Blue Jackets, in dem er auch das erste NHL-Tor seiner Karriere erzielte. Nach einigen weiteren NHL-Einsätzen in der Saison 2010/11 wurde Mauldin wieder zu den Lake Erie Monsters geschickt.
Am 23. Juli 2012 verpflichtete Fribourg-Gottéron aus der Schweizer National League A (NLA) den US-amerikanischen Stürmer zunächst für eine Saison. Der Vertrag mit Fribourg-Gottéron wurde Mitte November desselben Jahres um zwei weitere Jahre verlängert, 2014 erhielt er eine weitere Vertragsverlängerung. Im Sommer 2017 verließ er den Verein nach fünf Spielzeiten, nachdem die beiden Parteien sich nicht auf einen neuen Vertrag einigen konnten. Im Anschluss wechselte Mauldin zum ERC Ingolstadt in die Deutsche Eishockey Liga, wo er einen Jahresvertrag für die Spielzeit 2017/18 erhielt.
Zwischen August und Dezember 2018 stand Mauldin beim kroatischen Verein KHL Medveščak Zagreb in der Erste Bank Eishockey Liga (EBEL) unter Vertrag, ehe er zu den Stavanger Oilers in die norwegische GET-ligaen wechselte. Dort war er zunächst bis zum Ende des Spieljahres 2019/20 aktiv. Aufgrund der COVID-19-Pandemie pausierte der Angreifer anschließend bis zum Januar 2022 und war derweil als Trainer im US-amerikanischen Eishockeyverband USA Hockey tätig. Im Verlauf der Spielzeit 2021/22 kehrte er jedoch im Trikot der Kalamazoo Wings aus der ECHL in den aktiven Spielbetrieb zurück. Nach fünf Einsätzen kehrte er auch wieder nach Stavanger zurück und führte das Team in den Jahren 2022 und 2023 jeweils zum Gewinn der norwegischen Meisterschaft. Im Sommer 2024 verließ Mauldin die Oilers.

## Erfolge und Auszeichnungen
| - 2000 EJHL First All-Star Team - 2001 EJHL First All-Star Team - 2001 EJHL Most Valuable Player - 2004 Hockey East All-Tournament-Team | - 2022 Norwegischer Meister mit den Stavanger Oilers - 2022 Wertvollster Spieler der Fjordkraftligaen-Playoffs - 2023 Norwegischer Meister mit den Stavanger Oilers |

## Karrierestatistik
Stand: Ende der Saison 2023/24
(Legende zur Spielerstatistik: Sp oder GP = absolvierte Spiele; T oder G = erzielte Tore; V oder A = erzielte Assists; Pkt oder Pts = erzielte Scorerpunkte; SM oder PIM = erhaltene Strafminuten; +/− = Plus/Minus-Bilanz; PP = erzielte Überzahltore; SH = erzielte Unterzahltore; GW = erzielte Siegtore; 1 Play-downs/Relegation; Kursiv: Statistik nicht vollständig)